# Records de France d'athlétisme

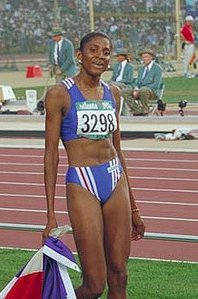
Marie-José Pérec après son record de France du 400 mètres établi lors des Jeux olympiques de 1996.

Les records de France d'athlétisme sont les meilleures performances réalisées par des athlètes français et homologuées par la Fédération française d'athlétisme (FFA). Il y a deux types de records ratifiés : les « records de France », qu'on peut qualifier d'absolus, qui peuvent être réalisés dans une installation couverte ou non couverte, autrement dit réalisés indifféremment en plein air ou en salle, et les « records de France en salle », qui comme leur nom l'indique sont obligatoirement réalisés en salle. La FFA se place ainsi en conformité avec la règle 260.18a de l'IAAF datant de 1998.
Actuellement, trois records du monde sont détenus par des athlètes français : celui du décathlon par Kevin Mayer (9126 pts) et ceux du 50 km marche (sur route) et du 50 000 m marche (sur piste) par Yohann Diniz, en respectivement 3 h 32 min 33 s et 3 h 35 min 27 s. Aucun record mondial n'est à signaler du côté des femmes.
Outre ces records du monde, huit autres records de France en plein air sont des records d'Europe : Christine Arron (10 s 73) sur 100 mètres, Mahiedine Mekhissi-Benabbad et Alice Finot sur 3 000 mètres steeple (8 min 0 s 09 et 8 min 58 s 67), Jimmy Gressier sur le 5 kilomètres (12 min 57 s), Guillaume Ruel sur le 50 kilomètres, Yohann Diniz sur les 50 000 m marche (3 h 35 min 27 s 2) et le relais Christophe Lemaitre, Yannick Fonsat, Ben Bassaw et Ken Romain au titre du 4 × 200 m (1 min 20 s 66).

## Records de France

### Hommes
| Discipline                       | Performance | Athlète                                                              | Compétition                        | Lieu                  | Date                       | Réf.        |
| -------------------------------- | --- | -------------------------------------------------------------------- | ---------------------------------- | --------------------- | -------------------------- | ----------- |
| 100 m Progression                | 9 s 86 (+1,3 m/s ) 9 s 86 (+1,8 m/s ) | Jimmy Vicaut                                                         | Meeting Areva Meeting de Montreuil | Saint-Denis Montreuil | 4 juillet 2015 7 juin 2016 | [ 2 ] [ 3 ] |
| 200 m Progression                | 19 s 80 (+ 0,8 m/s) | Christophe Lemaitre                                                  | Championnats du monde              | Daegu                 | 3 septembre 2011           | [ 4 ]       |
| 400 m Progression                | 44 s 46 | Leslie Djhone                                                        | Championnats du monde              | Osaka                 | 29 août 2007               | [ 5 ]       |
| 800 m Progression                | 1 min 41 s 61 | Gabriel Tual                                                         | Meeting de Paris                   | Paris                 | 7 juillet 2024             | [ 6 ]       |
| 1 000 m                          | 2 min 13 s 96 | Mehdi Baala                                                          | Meeting de Strasbourg              | Strasbourg            | 26 juin 2003               | [ 7 ]       |
| 1 500 m Progression              | 3 min 27 s 49 | Azeddine Habz                                                        | Meeting de Paris                   | Paris                 | 20 juin 2025               | [ 8 ]       |
| Mile                             | 3 min 48 s 64 | Azeddine Habz                                                        | Prefontaine Classic                | Eugene                | 16 septembre 2023          | [ 9 ]       |
| Mile                             | 3 min 47 s 56 (i) | Azeddine Habz                                                        | Millrose Games                     | New York              | 8 février 2025             | [ 10 ]      |
| 2 000 m                          | 4 min 53 s 12 | Mehdi Baala                                                          | Meeting de Strasbourg              | Strasbourg            | 23 juin 2005               | [ 11 ]      |
| 3 000 m                          | 7 min 30 s 78 | Mustapha Essaïd                                                      | Meeting Herculis                   | Monaco                | 8 août 1998                | [ 12 ]      |
| 3 000 m                          | 7 min 30 s 18 (i) | Jimmy Gressier                                                       | Millrose Games                     | New York              | 8 février 2025             | [ 13 ]      |
| 5 000 m Progression              | 12 min 51s 59 | Jimmy Gressier                                                       | Meeting de Paris                   | Paris                 | 20 juin 2025               | [ 14 ]      |
| 10 000 m Progression             | 26 min 58 s 67 | Jimmy Gressier                                                       | Jeux olympiques                    | Saint-Denis           | 2 août 2024                | [ 15 ]      |
| 5 km                             | 12 min 57 s (RE) | Jimmy Gressier                                                       | 5km de Lille                       | Lille                 | 16 mars 2025               | [ 16 ]      |
| 10 km (route)                    | 27 min 4 s (RE) | Etienne Daguinos                                                     | 10km de l'Urban trail de Lille     | Lille                 | 16 novembre 2024           | [ 17 ]      |
| 20 000 m                         | 57 min 50 s 25 | Morhad Amdouni                                                       |                                    | Lucciana              | 19 septembre 2020          | [ 18 ]      |
| Heure                            | 20 772 m | Morhad Amdouni                                                       |                                    | Lucciana              | 19 septembre 2020          | [ 19 ]      |
| Semi-marathon                    | 59 min 13 s | Julien Wanders                                                       | Semi-marathon de Ras el Khaïmah    | Ras el Khaïmah        | 8 février 2019             | [ 20 ]      |
| 25 000 m                         | 1 h 15 min 56 s 7 | Dominique Chauvelier                                                 |                                    | La Flèche             | 13 juin 1992               | [ 21 ]      |
| 30 000 m                         | 1 h 31 min 53 s 2 | Dominique Chauvelier                                                 |                                    | La Flèche             | 13 juin 1992               | [ 21 ]      |
| Marathon Progression             | 2 h 5 min 22 s | Morhad Amdouni                                                       | Marathon de Paris                  | Paris                 | 3 avril 2022               | [ 18 ]      |
| Marathon Progression             | 2 h 3 min 47 s | Morhad Amdouni                                                       | Marathon de Séville                | Séville               | 18 février 2024            | [ 22 ]      |
| 50 km                            | 2 h 47 min 24 s | Guillaume Ruel                                                       | 50 km de Nedbank                   | Port Elizabeth        | 6 mars 2022                | [ 23 ]      |
| 100 km                           | 6 h 13 min 42 s | Guillaume Ruel                                                       | Orange Curtain Race                | Los Angeles           | 22 juin 2024               | [ 24 ]      |
| 24 heures (piste)                | 272,624 km | Jean-Gilles Boussiquet                                               | 24 heures de Lausanne              | Lausanne              | 3 mai 1981                 | [ 25 ]      |
| 110 m haies Progression          | 12 s 95 (+ 0,2 m/s) | Pascal Martinot-Lagarde                                              | Meeting Herculis                   | Monaco                | 18 juillet 2014            | [ 26 ]      |
| 400 m haies Progression          | 47 s 37 | Stéphane Diagana                                                     | Athletissima                       | Lausanne              | 5 juillet 1995             | [ 27 ]      |
| 3 000 m steeple Progression      | 8 min 0 s 09 (RE) | Mahiedine Mekhissi-Benabbad                                          | Ligue de Diamant                   | Paris                 | 6 juillet 2013             | [ 28 ]      |
| Saut en hauteur Progression      | 2,34 m | Mickael Hanany                                                       | Meeting d'El Paso                  | El Paso               | 22 mars 2014               | [ 29 ]      |
| Saut à la perche Progression     | 6,16 m | Renaud Lavillenie                                                    | Pole Vault Stars                   | Donetsk               | 15 février 2014            | [ 30 ]      |
| Saut en longueur Progression     | 8,42 m (+ 0,4 m/s) | Salim Sdiri                                                          | Meeting national                   | Pierre-Bénite         | 12 juin 2009               | [ 31 ]      |
| Triple saut Progression          | 18,04 m (+ 0,3 m/s) | Teddy Tamgho                                                         | Championnats du monde              | Moscou                | 18 août 2013               | [ 32 ]      |
| Lancer du poids Progression      | 20,75 m | Frédéric Dagée                                                       | Championnats de France             | Angers                | 26 juin 2021               | [ 33 ]      |
| Lancer du disque Progression     | 70,25 m | Lolassonn Djouhan                                                    | Meeting Ville d'Alès               | Alès                  | 21 juin 2025               | [ 34 ]      |
| Lancer du marteau Progression    | 82,38 m | Gilles Dupray                                                        |                                    | Chelles               | 21 juin 2000               | [ 35 ]      |
| Lancer du javelot Progression    | 86,11 m | Teuraiterai Tupaia                                                   | Meeting de Seine et Marne          | Fontainebleau         | 17 mai 2024                | [ 36 ]      |
| Décathlon Progression            | 9 126 points (RM) | Kevin Mayer                                                          | Décastar                           | Talence               | 15-16 septembre 2018       | [ 37 ]      |
| Décathlon Progression            | 10 s 55 (+ 0,3 m/s) (100 m), 7,80 m (+ 1,2 m/s) (longueur), 16,00 m (poids), 2,05 m (hauteur), 48 s 42 (400 m) / 13 s 75 (- 1,1 m/s) (110 m haies), 50,54 m (disque), 5,45 m (perche), 71,90 m (javelot), 4 min 36 s 11 (1 500 m) |                                                                      |                                    |                       |                            |             |
| 20 000 m marche (piste)          | 1 h 19 min 42 s 0 | Yohann Diniz                                                         | compétition régionale              | Bogny-sur-Meuse       | 25 mai 2014                | [ 38 ]      |
| 20 km marche (route) Progression | 1 h 17 min 2 s (RE) | Yohann Diniz                                                         |                                    | Arles                 | 8 mars 2015                | [ 39 ]      |
| 30 000 m marche (piste)          | 2 h 03 min 56 s 5 | Thierry Toutain                                                      |                                    | Héricourt             | 24 mars 1991               |             |
| 35 km marche (route)             | 2 h 25 min 57 s | Aurélien Quinion                                                     |                                    | Zittau                | 28 octobre 2023            | [ 40 ]      |
| 50 000 m marche (piste)          | 3 h 35 min 27 s 2 (RM) | Yohann Diniz                                                         |                                    | Reims                 | 12 mars 2011               | [ 41 ]      |
| 50 km marche (route) Progression | 3 h 32 min 33 s (RM) | Yohann Diniz                                                         | Championnats d'Europe              | Zurich                | 15 août 2014               | [ 42 ]      |
| Heure marche (piste)             | 15 395 m | Yohann Diniz                                                         |                                    | Reims                 | 13 mars 2010               | [ 43 ]      |
| 2 heures marche (piste)          | 29 090 m | Thierry Toutain                                                      |                                    | Héricourt             | 24 mars 1991               |             |
| 4 × 100 m Progression            | 37 s 79 | Max Morinière Daniel Sangouma Jean-Charles Trouabal Bruno Marie-Rose | Championnats d'Europe              | Split                 | 1er septembre 1990         | [ 44 ]      |
| 4 × 200 m                        | 1 min 20 s 66 (RE) | Christophe Lemaitre Yannick Fonsat Ben Bassaw Ken Romain             | Relais mondiaux                    | Nassau                | 24 mai 2014                | [ 45 ]      |
| 4 × 400 m Progression            | 2 min 58 s 45 | Ludvy Vaillant Gilles Biron David Sombé Téo Andant                   | Championnats du monde              | Budapest              | 27 août 2023               | [ 46 ]      |
| 4 × 800 m Progression            | 7 min 13 s 6 | Roqui Sanchez Joël Riquelme Philippe Dupont Roger Milhau             |                                    | Bourges               | 23 juin 1979               | [ 47 ]      |
| 4 × 1 500 m                      | 14 min 48 s 2 | Didier Bégouin Denis Lequément Marcel Philippe Philippe Dien         |                                    | Bourges               | 23 juin 1979               | [ 48 ]      |

### Femmes
| Discipline                       | Performance | Athlète                                                                       | Compétition                              | Lieu                | Date                 | Réf.   |
| -------------------------------- | --- | ----------------------------------------------------------------------------- | ---------------------------------------- | ------------------- | -------------------- | ------ |
| 100 m Progression                | 10 s 73 (RE) (+ 2,0 m/s) | Christine Arron                                                               | Championnats d'Europe                    | Budapest            | 19 août 1998         | [ 49 ] |
| 200 m Progression                | 21 s 99 (+ 1,1 m/s) | Marie-José Pérec                                                              | Meeting BNP                              | Villeneuve-d'Ascq   | 2 juillet 1993       | [ 50 ] |
| 400 m Progression                | 48 s 25 | Marie-José Pérec                                                              | Jeux olympiques                          | Atlanta             | 29 juillet 1996      | [ 50 ] |
| 800 m Progression                | 1 min 56 s 53 | Patricia Djaté                                                                | Finale du Grand Prix                     | Monaco              | 9 septembre 1995     | [ 51 ] |
| 1 000 m                          | 2 min 31 s 93 | Patricia Djaté                                                                | Mémorial Van Damme                       | Bruxelles           | 25 août 1995         | [ 51 ] |
| 1 500 m Progression              | 3 min 56 s 69 | Agathe Guillemot                                                              | Jeux olympiques                          | Saint-Denis         | 8 août 2024          | [ 52 ] |
| Mile                             | 4 min 19 s 08 | Agathe Guillemot                                                              | London Grand Prix                        | Londres             | 19 juillet 2025      | [ 53 ] |
| 2 000 m                          | 5 min 32 s 63 | Agathe Guillemot                                                              | Meeting Herculis                         | Monaco              | 12 juillet 2024      | [ 54 ] |
| 3 000 m                          | 8 min 35 s 41 | Bouchra Ghezielle                                                             | Meeting Gaz de France                    | Saint-Denis         | 1er juillet 2005     | [ 55 ] |
| 5 000 m Progression              | 14 min 43 s 90 | Margaret Maury                                                                | Mémorial Van Damme                       | Bruxelles           | 3 septembre 2004     | [ 56 ] |
| 10 000 m Progression             | 31 min 35 s 81 | Christelle Daunay                                                             | Coupe d'Europe du 10 000 mètres          | Bilbao              | 3 juin 2012          | [ 57 ] |
| Heure                            | 17 332 m | Valérie Duvialard                                                             | Rouen                                    | Rouen               | 23 mars 1996         | [ 58 ] |
| 5 km route                       | 14 min 53 s | Cassandre Beaugrand                                                           | Monaco Run                               | Monaco              | 9 février 2025       | [ 59 ] |
| 10 km route                      | 31 min 01 s | Mekdes Woldu                                                                  | Tokyo : Speed : Race                     | Tokyo               | 3 mai 2025           | [ 60 ] |
| Semi-marathon                    | 1 h 08 min 27 s | Mekdes Woldu                                                                  | Semi-marathon de Malaga                  | Malaga              | 11 décembre 2022     | [ 61 ] |
| Marathon Progression             | 2 h 23 min 13 s | Mekdes Woldu                                                                  | Marathon de Barcelone                    | Barcelone           | 16 mars 2025         | [ 62 ] |
| 100 km route                     | 7 h 04 min 03 s | Floriane Hot                                                                  | Championnats du monde                    | Bernau bei Berlin   | 27 août 2022         | [ 63 ] |
| 24 heures                        | 253,581 km | Stéphanie Gicquel                                                             | Championnats d'Europe                    | Vérone              | 17 septembre 2022    | [ 64 ] |
| 100 m haies Progression          | 12 s 31 (+ 0,8 m/s) | Cyréna Samba-Mayela                                                           | Championnats d'Europe                    | Rome                | 8 juin 2024          | [ 65 ] |
| 400 m haies Progression          | 53 s 21 | Marie-José Pérec                                                              | Weltklasse Zurich                        | Zurich              | 16 août 1995         | [ 50 ] |
| 3 000 m steeple Progression      | 8 min 58 s 67 (RE) | Alice Finot                                                                   | Jeux olympiques                          | Saint-Denis         | 6 août 2024          | [ 66 ] |
| Saut en hauteur Progression      | 1,97 m | Melanie Skotnik                                                               | Championnats de France en salle          | Aubière             | 18 février 2007      | [ 67 ] |
| Saut à la perche Progression     | 4,75 m | Ninon Guillon-Romarin                                                         | Meeting Herculis                         | Monaco              | 20 juillet 2018      | [ 68 ] |
| Saut à la perche Progression     | 4,75 m (i) | Marie-Julie Bonnin                                                            | Championnats du monde en salle           | Nankin              | 22 mars 2025         | [ 69 ] |
| Saut en longueur Progression     | 7,05 m (- 0,4 m/s) | Eunice Barber                                                                 | Finale mondiale de l'IAAF                | Monaco              | 14 septembre 2003    | [ 70 ] |
| Triple saut Progression          | 14,69 m (+ 2,0 m/s) | Teresa Nzola Meso                                                             | Coupe d'Europe                           | Munich              | 23 juin 2007         | [ 71 ] |
| Lancer du poids Progression      | 18,69 m | Laurence Manfredi                                                             | Championnats de France en salle          | Liévin              | 19 février 2000      | [ 72 ] |
| Lancer du disque Progression     | 66,73 m | Mélina Robert-Michon                                                          | Jeux olympiques                          | Rio de Janeiro      | 16 août 2016         | [ 73 ] |
| Lancer du marteau Progression    | 75,38 m | Alexandra Tavernier                                                           | Championnats de France de lancers longs  | Salon-de-Provence   | 21 février 2021      | [ 74 ] |
| Lancer du javelot Progression    | 63,54 m | Mathilde Andraud                                                              | Meeting des lancers                      | Halle               | 21 mai 2016          | [ 75 ] |
| Heptathlon Progression           | 6 889 points | Eunice Barber                                                                 |                                          | Arles               | 3-4 juin 2005        | [ 76 ] |
| Heptathlon Progression           | 12 s 62 (+2,9 m/s) (100 m haies), 1,91 m (hauteur), 12,61 m (poids), 24 s 12 (+1,2 m/s) (200 m) / 6,78 m (+3,4 m/s) (longueur), 53,07 m (javelot), 2 min 14 s 66 (800 m)                                                       |                                                                               |                                          |                     |                      |        |
| Décathlon                        | 8 150 points | Marie Collonvillé                                                             | Décastar                                 | Talence             | 24-25 septembre 2004 | [ 77 ] |
| Décathlon                        | 12 s 48 (+0,4 m/s) (100 m), 34,69 m (disque), 3,50 m (perche), 47,19 m (javelot), 56 s 15 (400 m) / 13 s 96 (+0,4 m/s) (100 m haies), 6,18 m (+1,0 m/s) (longueur), 11,90 m (poids), 1,80 m (hauteur), 5 min 06 s 09 (1 500 m) |                                                                               |                                          |                     |                      |        |
| 5 000 m marche (piste)           | 20 min 59 s 70 | Clémence Beretta                                                              | Championnats du Victoria                 | Melbourne           | 24 février 2024      | [ 78 ] |
| 10 000 m marche (piste)          | 43 min 35 s 32 | Clémence Beretta                                                              | Supernova                                | Canberra            | 27 janvier 2024      | [ 79 ] |
| 20 000 m marche (piste)          | 1 h 34 min 57 s 1 | Christine Guinaudeau                                                          | La Londe                                 | La Londe-les-Maures | 26 avril 2009        | [ 80 ] |
| 20 km marche (route) Progression | 1 h 28 min 44 s | Clémence Beretta                                                              | Grand Prix de Taicang                    | Taicang             | 3 mars 2024          | [ 81 ] |
| 35 km marche (route)             | 3 h 7 min 22 s | Caroline Osmont                                                               | Championnats de France de marche         | Fontenay-le-Comte   | 17 mars 2024         | [ 82 ] |
| 50 km marche (route)             | 4 h 43 min 46 s | Inès Pastorino                                                                | Championnats d'Allemagne du 50 km marche | Aschersleben        | 14 octobre 2018      | [ 83 ] |
| 4 × 100 m Progression            | 41 s 78 | Équipe de France Patricia Girard Muriel Hurtis Sylviane Félix Christine Arron | Championnats du monde                    | Saint-Denis         | 30 août 2003         | [ 84 ] |
| 4 × 200 m                        | 1 min 32 s 16 | Équipe de France Carolle Zahi Estelle Raffai Cynthia Leduc Maroussia Paré     | Relais mondiaux                          | Yokohama            | 12 mai 2019          | [ 85 ] |
| 4 × 400 m Progression            | 3 min 21 s 41 | Équipe de France Shana Grebo Louise Maraval Amandine Brossier Sounkamba Sylla | Jeux olympiques                          | Saint-Denis         | 10 août 2024         | [ 86 ] |
| 4 × 800 m                        | 8 min 17 s 54 | Équipe de France Justine Fedronic Clarisse Moh Lisa Blamèble Rénelle Lamote   | Relais mondiaux                          | Nassau              | 25 mai 2014          | [ 87 ] |

### Mixte
| Discipline            | Performance   | Athlète                                                  | Compétition           | Lieu     | Date         | Réf.   |
| --------------------- | ------------- | -------------------------------------------------------- | --------------------- | -------- | ------------ | ------ |
| 4 × 400 m Progression | 3 min 12 s 25 | Gilles Biron Louise Maraval Téo Andant Amandine Brossier | Championnats du monde | Budapest | 19 août 2023 | [ 88 ] |

## Records de France en salle

### Hommes
| Discipline                   | Performance | Athlète                                                                 | Compétition                            | Lieu       | Date             | Réf.    |
| ---------------------------- | --- | ----------------------------------------------------------------------- | -------------------------------------- | ---------- | ---------------- | ------- |
| 50 m                         | 5 s 65 | Stéphane Cali                                                           |                                        | Eaubonne   | 20 février 1998  | [ 90 ]  |
| 60 m Progression             | 6 s 45 | Ronald Pognon                                                           | BW-Bank Meeting                        | Karlsruhe  | 13 février 2005  | [ 91 ]  |
| 200 m                        | 20 s 36 | Bruno Marie-Rose                                                        | Meeting du Pas-de-Calais               | Liévin     | 22 février 1987  | [ 44 ]  |
| 400 m                        | 45 s 54 | Leslie Djhone                                                           | Championnats d'Europe en salle         | Paris      | 5 mars 2011      | [ 92 ]  |
| 800 m                        | 1 min 44 s 82 | Mehdi Baala                                                             | GE Galan                               | Stockholm  | 18 février 2003  | [ 93 ]  |
| 1 000 m                      | 2 min 17 s 01 | Mehdi Baala                                                             | BW-Bank Meeting                        | Karlsruhe  | 13 février 2005  | [ 93 ]  |
| 1 500 m                      | 3 min 34 s 39 | Azeddine Habz                                                           | Meeting Hauts-de-France Pas-de-Calais  | Liévin     | 10 février 2024  | [ 94 ]  |
| 1 500 m                      | 3 min 32 s 24 | Azeddine Habz                                                           | Millrose Games                         | New York   | 8 février 2025   | [ 95 ]  |
| Mile                         | 3 min 52 s 51 | Mehdi Baala                                                             | Meeting du Pas-de-Calais               | Liévin     | 10 février 2009  | [ 93 ]  |
| Mile                         | 3 min 47 s 56 | Azeddine Habz                                                           | Millrose Games                         | New York   | 8 février 2025   |         |
| 3 000 m                      | 7 min 33 s 73 | Bouabdellah Tahri                                                       | GE Galan                               | Stockholm  | 11 février 2010  | [ 96 ]  |
| 3 000 m                      | 7 min 30 s 18 | Jimmy Gressier                                                          | Millrose Games                         | New York   | 8 février 2025   |         |
| 5 000 m                      | 13 min 00 s 54 | Jimmy Gressier                                                          | New Balance Indoor Grand Prix          | Boston     | 1er février 2025 | [ 97 ]  |
| 5 000 m                      | 12 min 54 s 92 | Jimmy Gressier                                                          | BU David Hemery Valentine Invitational | Boston     | 14 février 2025  |         |
| 50 m haies                   | 6 s 36 | Ladji Doucouré                                                          | Meeting du Pas-de-Calais               | Liévin     | 26 février 2005  | [ 99 ]  |
| 60 m haies Progression       | 7 s 41 | Dimitri Bascou                                                          | ISTAF Berlin                           | Berlin     | 13 février 2016  | [ 100 ] |
| Saut en hauteur              | 2,35 m | Jean-Charles Gicquel                                                    | Championnats d'Europe en salle         | Paris      | 13 mars 1994     | [ 101 ] |
| Saut à la perche Progression | 6,16 m | Renaud Lavillenie                                                       | Pole Vault Stars                       | Donetsk    | 15 février 2014  | [ 102 ] |
| Saut en longueur             | 8,27 m | Salim Sdiri                                                             |                                        | Mondeville | 28 janvier 2006  | [ 103 ] |
| Triple saut                  | 17,92 m (RE) | Teddy Tamgho                                                            | Championnats d'Europe                  | Paris      | 6 mars 2011      | [ 105 ] |
| Lancer du poids              | 20,51 m | Fred Moudani-Likibi                                                     | Championnats NCAA                      | Blacksburg | 4 février 2023   | [ 106 ] |
| 4 × 200 m                    | 1 min 24 s 00 | Daniel Sangouma Jean-Charles Trouabal Christophe Goris Bruno Marie-Rose |                                        | Glasgow    | 6 février 1988   | [ 44 ]  |
| 4 × 400 m                    | 3 min 05 s 83 | Yann Spillmann Téo Andant Predea Manounou Félix Levasseur               | Championnats d'Europe                  | Apeldoorn  | 9 mars 2025      |         |
| 4 × 800 m                    | 7 min 25 s 08 | Maurice Lurot Jean-Claude Durand Gérard Vervoort Michel Samper          |                                        | Stuttgart  | 14 février 1964  |         |
| 5 000 m marche               | 18 min 16 s 76 | Yohann Diniz                                                            |                                        | Reims      | 7 décembre 2014  | [ 107 ] |
| Heptathlon                   | 6 479 points (RE) | Kévin Mayer                                                             | Championnats d'Europe en salle         | Belgrade   | 4-5 mars 2017    | [ 108 ] |
| Heptathlon                   | 6 s 95 (60 m), 7,54 m (longueur), 15,66 m (poids), 2,10 m (hauteur), 8 s 01 (60 m haies), 5,40 m (perche), 2 min 41 s 08 (1 000 m) |                                                                         |                                        |            |                  |         |

### Femmes
| Discipline                   | Performance    | Athlète                                                                                          | Compétition                           | Lieu         | Date            | Réf.    |
| ---------------------------- | -------------- | ------------------------------------------------------------------------------------------------ | ------------------------------------- | ------------ | --------------- | ------- |
| 50 m                         | 6 s 11         | Christine Arron                                                                                  | Championnats de France en salle       | Aubière      | 26 février 2006 | [ 49 ]  |
| 60 m Progression             | 7 s 06         | Christine Arron                                                                                  | Championnats de France en salle       | Aubière      | 26 février 2006 | [ 110 ] |
| 200 m                        | 22 s 49        | Muriel Hurtis                                                                                    | Championnats du monde en salle        | Birmingham   | 14 mars 2003    | [ 111 ] |
| 400 m                        | 51 s 44        | Marie-José Pérec                                                                                 | Meeting du Pas-de-Calais              | Liévin       | 18 février 1996 | [ 50 ]  |
| 800 m                        | 1 min 58 s 48  | Noélie Yarigo                                                                                    | Copernicus Cup                        | Toruń        | 8 février 2023  | [ 112 ] |
| 1 000 m                      | 2 min 37 s 87  | Patricia Djaté-Taillard                                                                          |                                       | Eaubonne     | 28 février 1997 | [ 51 ]  |
| 1 500 m                      | 4 min 4 s 64   | Agathe Guillemot                                                                                 | Meeting Hauts-de-France Pas-de-Calais | Liévin       | 10 février 2024 | [ 113 ] |
| Mile                         | 4 min 29 s 02  | Agathe Guillemot                                                                                 | Czech Indoor Gala                     | Ostrava      | 30 janvier 2024 | [ 114 ] |
| Mile                         | 4 min 25 s 99  | Agathe Guillemot                                                                                 | Meeting de L'Eure                     | Val-de-Reuil | 2 février 2025  | [ 115 ] |
| 3 000 m                      | 8 min 41 s 63  | Yamna Belkacem                                                                                   | Championnats du monde en salle        | Maebashi     | 7 mars 1999     | [ 116 ] |
| 5 000 m                      | 15 min 31 s 62 | Liv Westphal                                                                                     |                                       | Boston       | 6 décembre 2014 | [ 117 ] |
| 50 m haies                   | 6 s 76         | Patricia Girard                                                                                  | Meeting du Pas-de-Calais              | Liévin       | 13 février 2000 | [ 118 ] |
| 60 mètres haies Progression  | 7 s 73         | Cyréna Samba-Mayela                                                                              | Championnats du monde en salle        | Glasgow      | 3 mars 2024     | [ 119 ] |
| Saut en hauteur              | 1,97 m         | Melanie Melfort                                                                                  | Championnats de France en salle       | Aubière      | 18 février 2007 | [ 120 ] |
| Saut à la perche Progression | 4,75 m         | Marie-Julie Bonnin                                                                               | Championnats du monde en salle        | Nankin       | 22 mars 2025    | [ 121 ] |
| Saut en longueur             | 6,90 m         | Éloyse Lesueur                                                                                   | Championnats d'Europe en salle        | Göteborg     | 2 mars 2013     | [ 122 ] |
| Triple saut                  | 14,53 m        | Teresa Nzola Meso Ba                                                                             |                                       | Athènes      | 13 février 2008 | [ 123 ] |
| Lancer du poids              | 18,69 m        | Laurence Manfredi                                                                                | Championnats de France en salle       | Liévin       | 19 février 2000 | [ 124 ] |
| 4 × 200 m                    | 1 min 34 s 47  | Patricia Girard Fabienne Ficher Marie-Christine Cazier Odiah Sidibé                              | Trophée Saint-Yorre                   | Paris        | 10 février 1990 | [ 118 ] |
| 4 × 400 m                    | 3 min 28 s 71  | Myriam Soumaré Muriel Hurtis Phara Anacharsis Marie Gayot                                        | Championnats d'Europe en salle        | Göteborg     | 3 mars 2013     | [ 125 ] |
| Pentathlon                   | 4 723 points   | Antoinette Nana Djimou                                                                           | Championnats d'Europe en salle        | Paris        | 4 mars 2011     | [ 126 ] |
| Pentathlon                   | 4 723 points   | 8 s 11 (60 m haies), 1,80 m (hauteur), 14,81 m (poids), 6,34 m (longueur), 2 min 18 s 99 (800 m) |                                       |              |                 |         |
| Pentathlon                   | 4 723 points   | Solène Ndama                                                                                     | Championnats d'Europe en salle        | Glasgow      | 2 mars 2019     | [ 127 ] |
| Pentathlon                   | 4 723 points   | 8 s 09 (60 m haies), 1,78 m (hauteur), 14,23 m (poids), 6,21 m (longueur), 2 min 11 s 92 (800 m) |                                       |              |                 |         |
| 3 000 m marche               | 12 min 26 s 45 | Pauline Stey                                                                                     | Championnats de France                | Val-de-Reuil | 11 février 2023 | [ 128 ] |